# Права человека в Польше
Права человека в Польше перечислены во втором разделе Конституции страны, ратифицированной в 1997 году. Польша является участницей нескольких международных соглашений, которые связаны с правами человека, в том числе Европейской конвенции по правам человека, Всеобщей декларации прав человека, Хельсинкских соглашений, Международного пакта о гражданских и политических правах, Международного пакта об экономических, социальных и культурных правах и Конвенции о правах ребёнка.
Права человека в Польше не всегда соблюдаются на практике. С 1959 по 2019 год Европейский суд по правам человека постановил, что Польша нарушила права человека в 989 случаях. В 2021 году ILGA-Europe второй год подряд поставила Польшу на самое низкое место в Европейском Союзе по защите прав ЛГБТ.

## Права человека в правовом пространстве Польши

### Конституция Польши
Польская Конституция выделяет разные права человека и гражданина. Второй раздел Конституции под названием «Свободы, права и обязанности человека и гражданина» содержит множество статей, информирующих о правах человека в Польше. Среди конституционных свобод и прав:
Статья 14 — Свобода прессы и других средств социальной коммуникации.
Статья 21 — Защита собственности и права наследования.
Статья 25 — Равные права церквей и религиозных организаций
Статья 31
1. Правовая защита свободы личности.
2. Уважение свобод и прав других людей.

Статья 32
1. Равенство всех людей перед законом и право на равное обращение со стороны государственных органов.
2. Никакой дискриминации в политической, социальной и экономической жизни по любой причине.

Статья 33 — Равные права польских граждан в семейной, политической, гражданской и экономической жизни.
Статья 34 — Граждане Польши имеют право не терять польского гражданства.
Статья 35 — Свобода сохранения и развития языка и обычаев.
Статья 36 — Право на защиту со стороны польского государства во время нахождения за границей.
Статья 38 — Право на юридическую защиту жизни каждого человека.
Статья 39 — Свобода не подвергаться научным экспериментам без добровольного согласия.
Статья 40 — Свобода от пыток или жестокого, бесчеловечного или неуважительного к личности обращения и наказания.
Статья 41 — Право на неприкосновенность личности и свободу.
Статья 42 — Право на защиту.
Статья 45 — Права на справедливое и публичное разбирательство в компетентном, беспристрастном и независимом суде.
Статья 47 — Право на законную защиту личной и семейной жизни.
Статья 48 — Право родителей воспитывать детей в соответствии со своими убеждениями.
Статья 50 — Право на неприкосновенность жилья.
Статья 51 — Право не раскрывать личную информацию.
Статья 52 — Свобода перемещения и выбора места жительства.
Статья 53 — Свобода совести и религии.
Статья 54 — Свобода выражения мнения.
Статья 56 — Право на убежище в Республике Польша.
Статья 57 — Свобода мирных собраний.
Статья 58 — Свобода ассоциаций.
Статья 60 — Право на доступ к государственной службе на основе принципа равенства.
Статья 61 — Право на получение информации о деятельности органов государственной власти.
Статья 62 — Избирательные права польских граждан, достигших 18 лет.
Статья 63 — Право на подачу ходатайств, предложений и жалоб в гражданских интересах.
Статья 65 — Свобода выбора профессии.
Статья 66 — Право на безопасные и гигиеничные условия труда.
Статья 67 — Право на социальное обеспечение.
Статья 68 — Право на здравоохранение.
Статья 70 — Права на образование.
Статья 72 — Право на защиту прав ребёнка.
Статья 73 — Свобода художественного творчества.
Статья 80 — Право обращаться к Уполномоченному по правам граждан за помощью в защите свобод или прав, нарушенных органами государственной власти.

## История
Элементы того, что ныне называют правами человека, можно найти в первых днях польского государства. Калишский статут, генеральная хартия еврейских свобод (выдана в 1264 году) ввела много прав для еврейских меньшинств в Польше. Варшавская конфедерация 1573 года подтвердила религиозную свободу всех жителей Польши, что было чрезвычайно важно для стабильности тогдашнего многоэтнического польского общества. Собравшись в Варшаве, вся шляхта подписала документ, в котором представители всех основных религий обещали взаимную поддержку и терпимость. Следующие восемь-девять десятилетий материального процветания и относительной безопасности стали свидетелями появления «виртуальной галактики блестящих интеллектуальных личностей».
В новейшей истории ситуация с правами человека значительно улучшилась только после падения коммунистического режима в 1989 году и замены старых репрессивных норм просоветского коммунистического режима на современное демократическое правительство, которое гарантирует первоклассные гражданские и политические права.
Польша ратифицировала соглашение о Международном уголовном суде. С 2010 года телесные наказания полностью запрещены. Как отмечает Amnesty International, смертная казнь отменена за все преступления. Современная Польша — это страна с высоким уровнем свободы слова. Современная Польша – страна с высоким уровнем свободы и самовыражения, гарантированными статьёй 25 (раздел I. Республика) Конституции Польши.

## Свобода слова

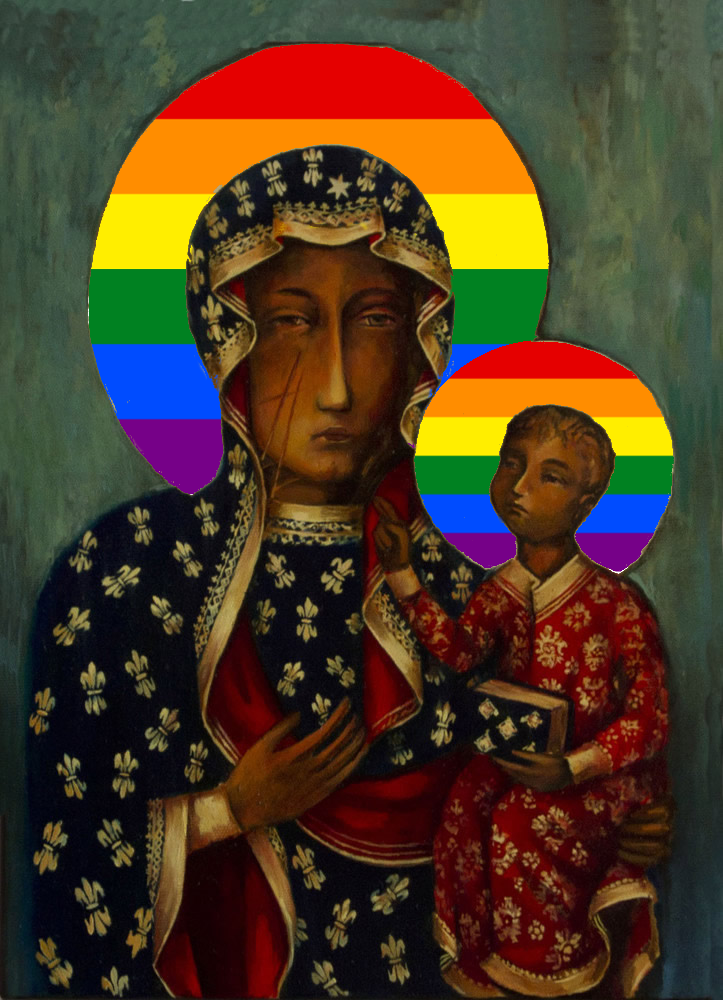
«Радужная Мадонна», адаптация «Чёрной Мадонны с Ченстохова», может попасть под цензуру в Польше.

Свобода слова в Польше ограничена разными законами, которые запрещают высказывания, которые считаются оскорбительными для национальных символов Польши или президента. Также существуют законы против оскорбления религиозных чувств и оскорбления памятников. В 2019 году ЛГБТ-активистку Эльжбету Падлесну арестовали за создание и демонстрацию адаптации Чёрной Мадонны Ченстоховской в стиле Радужной Мадонны.
В 2017 году Amnesty International выразила обеспокоенность свободой собраний в Польше, заявив, что «власти используют такие методы, как наблюдение, преследование и судебное преследование, для разгона и предотвращения массовых протестов». Amnesty International также отметила, что «власти часто отдают предпочтение проправительственным и националистическим демонстрациям перед другими типами собраний».

## Права женщин

### История феминизма

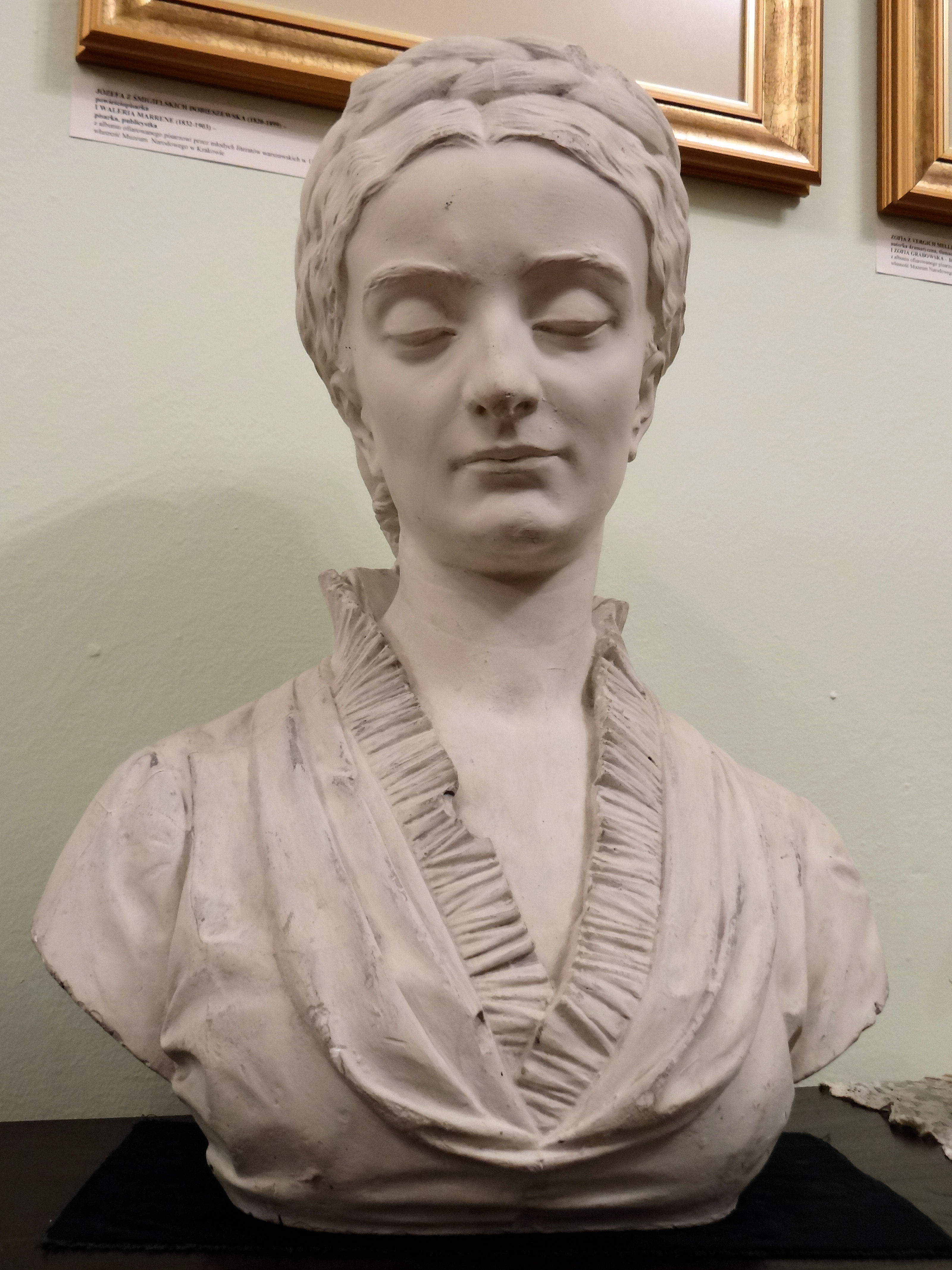
Нарциза Жмиховская, предтеча феминизма в Польше.

Феминизм в Польше начался в 1800-х годах в эпоху разделов Речи Посполитой, отмеченных грубым злоупотреблением властью, особенно со стороны россиян, что также затронуло права женщин. Однако до последнего раздела в 1795 году женщинам, которые платят налоги, разрешалось участвовать в политической жизни. Предтеча польского феминизма в эпоху разделов Польши Нарциза Жмиховская, основавшая сообщество суфражисток в 1842 году, была посажена россиянами на три года в тюрьму. С 1918 года, после возвращения независимости, все женщины могли голосовать. Польша была 15-й (12-й суверенной) страной, которая ввела всеобщее избирательное право женщин. Тем не менее, в современной Польше существует ряд вопросов, касающихся женщин, таких как право на аборт (формально разрешённое только в особых случаях) и «стеклянный потолок».

### Насилие против женщин
Домашнее насилие, согласно отчёту сайта TheNews.pl Польского радио за 2011 год, каждый пятый респондент воспринимает как проблему. 38 процентов поляков знают по крайней мере одну семью, где происходит физическое насилие, а семь процентов заявили, что знают по крайней мере одну семью, где имело место сексуальное насилие, как следует из опроса, проведённого в ноябре исследовательским центром SMG KRC по приказу Министерства труда и социальной политики. Опрос показал, что 27 процентов респондентов не хотят действовать против явных злоумышленников, боясь, что насилие может быть перенесено на них самих, в то время как 17 процентов считают, что поднятие этого вопроса усугубит проблему для первоначальной жертвы. Каждый четвёртый из опрошенных считает, что соседи или знакомые не обязаны действовать, когда им случается узнать про домашнее насилие, считая, что тяжело судить, кто прав. 43 процента опрошенных заявили, что вмешательство в семейные дела допустимо только тогда, когда кто-либо просит о помощи, а 14 процентов третьих лиц сказали, что не имеет смысла сообщать о таких случаях, ведь жертва неизбежно откажется от суда независимо от этого. Около 13 % опрошенных отметили, что такое насилие является частным семейным делом. В то же время 16 процентов отметили, что бывають ситуации, когда насилие в семье оправдано. Около 26 процентов поляков говорят, что стали жертвами физического насилия.
Изнасилование является незаконным и наказывается лишением свободы на срок до 12 лет (включая изнасилование в браке). О сексуальных домогательствах не сообщается из-за общественного мнения. В январе 2014 года была введена реформа, которая упрощает процедуру, а также делает её уголовным преступлением, преследуемым государством, а не частным обвинением. В Польше сделать аборт официально очень трудно.
В сфере занятости из-за представлений о роли женщин высокая доля женщин-безработных.
29 октября 2020 года организация по защите гражданских прав Amnesty International призвала власти Польши защитить мирных демонстрантов, выступающих против ограничения абортов, от преследований и насильственных нападений со стороны контрдемонстрантов. По данным организации, протестующие сталкивались с чрезмерным использованием силы со стороны сотрудников полиции, и в прошлом они были произвольно задержаны без доступа к адвокатам.

## Права ЛГБТК+
Польша подписала Декларацию ООН о правах ЛГБТК+, но однополые союзы в Польше не признаются. Однако Польша не входит в список стран, где гомофобия поддерживается государством, и гомосексуальность в Польше никогда не была криминализована в польской юрисдикции. Гомосексуальность была подтверждена как законная в 1932 году, и Польша также признаёт смену пола и не требует стерилизации транссексуалов. Анна Гродская стала депутатам на выборах в польский парламент в 2011 году и тогда была единственным известным транссексуальным депутатом в мире. 

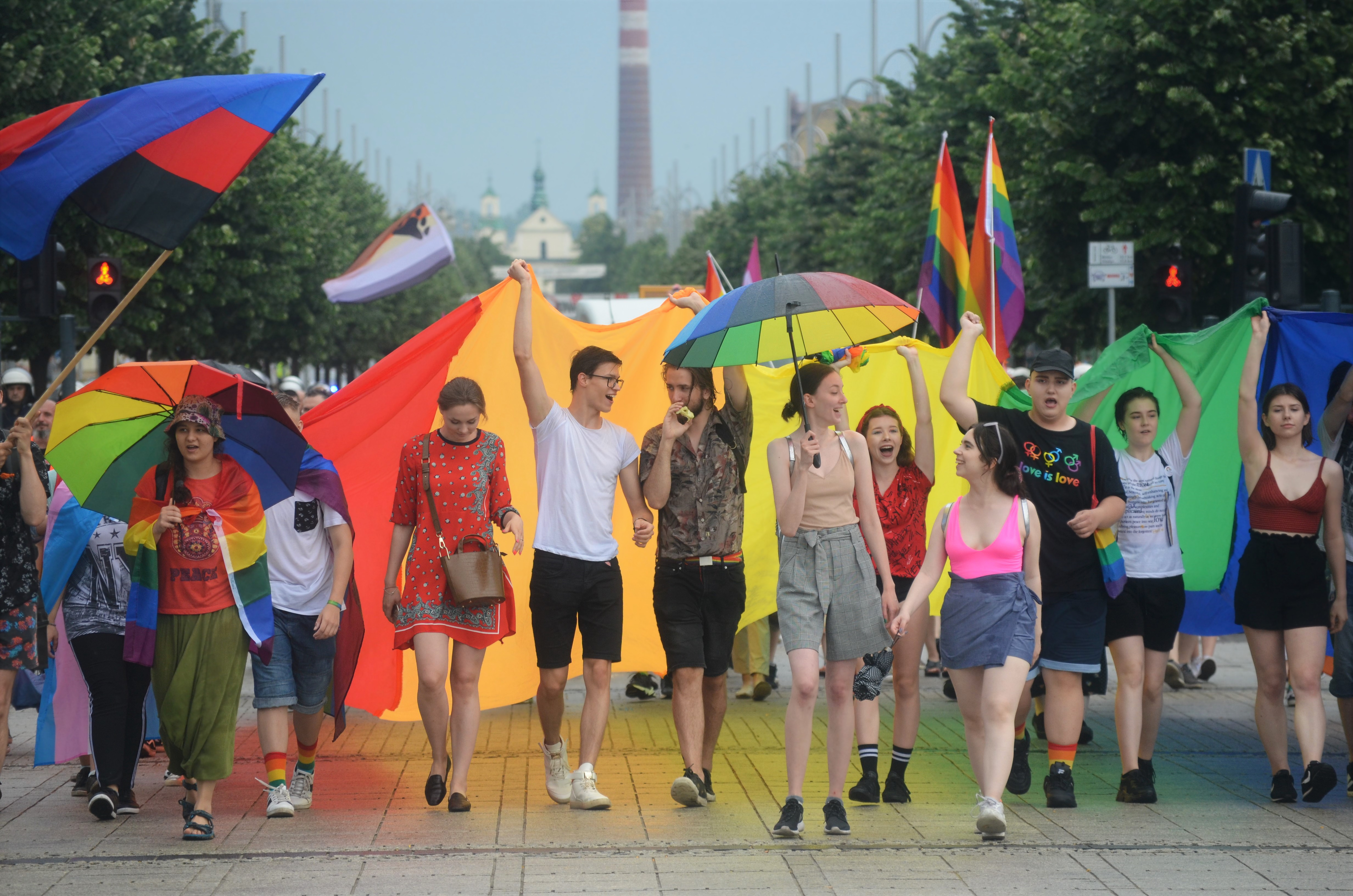
Марш равенства 2019 года в Ченстохове.

Согласно отчёту ILGA-Europe за 2021 год, в рейтинге 49 европейских государств, который ежегодно публикует ILGA-Europe, Польша заняла самое низкое место из стран-членов Европейского союза и 43-е место в общем списке. В этом рейтинге используются широкие критерии для оценки правовой и политической практики в отношении к ЛГБТ.
В июле 2021 года Европейская комиссия сообщила, что подала в суд на Польшу (вместе с Венгрией) за нарушение основных прав ЛГБТК.

## Оценка третьей стороны
В отчёте Бюро демократии, прав человека и труда США за 2010 год отмечалось, что «правительство Польши в целом уважает права человека своих граждан»; однако он обозначил проблемы, большинство из которых — это неправомерное поведение полиции, длительное предварительное заключение и ограничительные законы в отношении свободы слова (хоть и редко исполняемые), наряду с коррупцией в правительстве и обществе.
Исследовательский институт Freedom House ранее классифицировал Польшу как страну с первоклассными политическими и гражданскими правами, но по состоянию на 2020 год рейтинг Польши в отчёте Freedom House «Nations in Transit» снижался четыре года подряд. Согласно Global Peace Index, Польша является 23-й из самых миролюбивых стран в мире.
В 2020 году Комитет по предотвращению пыток выразил «серьёзную обеспокоенность» чрезмерным применением силы польской полицией во время арестов.